# Фигероа, Луис Педро
Луис Педро Фигероа Сепульведа (исп. Luis Pedro Figueroa Sepúlveda; 14 мая 1983, Сан-Педро-де-ла-Пас, Чили) — чилийский футболист, игравший на позиции полузащитника. Выступал за сборную Чили.

## Клубная карьера
Фигероа — воспитанник клуба «Универсидад де Консепсьон». В 2002 году он дебютировал за основной состав в чилийской Примере. В 2005 году после успешного выступления за «Универсидад де Консепсьон» Луис перешёл в «Универсидад де Чили». В 2007 году он покинул Чили и год выступал за аргентинские «Арсенал» и «Банфилд». В начале 2008 года Фигероа вернулся на родину, полгода поиграв за «Кобрелоа». Летом того же года Луис перешёл в «Коло-Коло». 20 июля в матче против «Рейнджерс» он забил свой первый гол за новую команду. В том же году Луис помог команде выиграть чемпионат.
Летом 2009 года Фигероа перешёл в бразильский «Палмейрас». 24 сентября в матче против «Крузейро» он дебютировал в бразильской Серии A. 26 сентября в поединке против «Атлетико Паранаэнсе» Луис забил свой первый гол за «Палмейрас».
Летом 2010 года Фигероа вернулся на родину, подписав контракт с «Унион Эспаньола». 7 августа в матче против «Аудакс Итальяно» он дебютировал за новый клуб. Летом 2011 года Луис перешёл в португальский «Ольяненсе». 22 августа в матче против «Витории Сетубал» он дебютировал в Сангриш лиге. 25 сентября в поединке против «Униан Лейрия» Фигероа забил свой первый гол за «Ольяненси».
В начале 2012 года Луис вернулся на родину, подписав контракт с «О’Хиггинс». 28 января в матче против «Депортес Антофагаста» он дебютировал за новый клуб. 12 февраля в поединке против своего бывшего клуба «Унион Эспаньолы» Фигероа забил свой первый гол за «О’Хиггинс». 14 марта 2014 года в матче Кубка Либертадорес против парагвайского «Серро Портеньо» он забил гол. В том же году Луис помог клубу выиграть чемпионат. В начале 2015 года Фигероа вернулся в «Коло-Коло». В этом же сезоне он в очередной раз стал чемпионом страны, а спустя год помог команде завоевать Кубок Чили.

## Международная карьера
18 февраля 2004 года в товарищеском матче против сборной Мексики Фигероа дебютировал за сборную Чили. В том же году Луис попал в заявку на участие в Кубке Америки. На турнире он был запасным и на поле не вышел. 16 ноября 2006 года в поединке против сборной Парагвая он забил свой первый гол за национальную команду.

### Голы за сборную Чили
| #   | Дата           | Место                           | Противник | Результат | Соревнование      |
| --- | -------------- | ------------------------------- | --------- | --------- | ----------------- |
| 01. | 16 ноября 2006 | Саусалито, Винья-дель-Мар, Чили | Парагвай  | 3:2       | Товарищеский матч |

## Достижения
Командные
 «Коло-Коло»
- Чемпионат Чили по футболу — Апертура 2008
- Чемпионат Чили по футболу — Апертура 2015
- Обладатель Кубка Чили — 2016

 «О’Хиггинс»
- Чемпионат Чили по футболу — Апертура 2013